# ФК Енвигадо
ФК Енвигадо (на испански: Envigado Fútbol Club) е колумбийски футболен отбор от Енвигадо, департамент Антиокия. Създаден е на 14 октомври 1989 г. В кратката си история Енвигадо няма значителни успехи, но е известен с детско-юношеската си школа, заради което един от прякорите на отбора е „Люлка на герои“ (буквално „Кариера за герои“). От него за големия футбол да тръгнали играчи като Хамес Родригес, Фреди Гуарин, Дорлан Пабон, Хуан Кинтеро и др.

## История
Две години след създаването Енвигадо става един от 18-те отбора в дебютния сезон на Категория Примера Б. Той печели първия шампионат и промоция в Категория Примера А, където се състезава без особен успех. След изпадане в по-долната дивизия през 2006 г., на Енвигадо отново е необходима само една година, за да спечели титлата в Примера Б и да се завърне в елита.

## Успехи
- Категория Примера Б:
  - Шампион (2): 1991, 2007

## Рекорди
- Най-голяма победа в Примера А: 5:1 срещу Унион Магдалена, 24 септември 1992
- Най-голяма загуба в Примера А: 6:0 срещу Атлетико Букараманга, 4 април 1999; 7:1 срещу Индепендиенте Меделин, 28 март 2010
- Най-много мачове: Самуел Карденас – 278
- Най-много голове: Нейдер Морантес – 53

## Известни бивши футболисти
- Фреди Гуарин
- Хамес Родригес